# SOBRAPAR
A SOBRAPAR (Sociedade Brasileira de Pesquisa e Assistência para Reabilitação Crânio-facial) é uma instituição hospitalar, localizada-se dentro do complexo da Universidade Estadual de Campinas no distrito de Barão Geraldo, que realiza cirurgias e o processo de reabilitação de pessoas com deformidades crânio-faciais resultantes das mais diversas causas (acidentes, queimaduras, anomalias congênitas ou sequelas de moléstias como o câncer e a leishmaniose). 

## História
A SOBRAPAR foi criada em 1979, com o auxílio de John Marquis Converse, presidente da "American Society of Facially Disfigured" (hoje, National Foundation for Facial Reconstruction), ligada ao New York University Medical Center. A SOBRAPAR inicialmente instalou-se nas dependências do Hospital "Álvaro Ribeiro". 
Passou a dispor de prédio próprio a partir de 1990, com auxílio de uma instituição alemã, a Lateinamerika Zentrum e do empresário Abraham Kasinsky, então presidente da COFAP, que doou à instituição um terreno ao lado do Hospital das Clínicas da UNICAMP e capitaneou um grupo de empresários ajudar na construção, sendo que o prédio atual foi inaugurado em fevereiro de 1990.
Naquele ano, iniciou-se o atendimento ambulatorial e em 1991, pôde-se começar a realizar as cirurgias com a dotação de um centro cirúrgico e de um setor de internação.

## Instalações
O Hospital SOBRAPAR tem sede própria e possui em suas instalações:
- Centro cirúrgico com 3 salas
- 19 leitos na ala de internação
- UTI pediátrica
- RPA com 5 leitos (Recuperação Pós Anestésica)
- Ambulatório interdisciplinar com 9 salas
- Ortodontia
- Nasofaringoscopia, Audiometria e Fotografia
- Farmácia
- Central de Materiais
- Laboratório de Pesquisa
- Brinquedoteca
- Sala de vídeo conferência